# Kajsa Kling
Kajsa Britta Kling (Åre, 25 dicembre 1988) è un'ex sciatrice alpina svedese.
Le specialità in cui ha ottenuto i risultati migliori sono state discesa libera, supergigante e slalom gigante.

## Biografia

### Stagioni 2004-2013
Originaria di Östersund e figlia di Karin Sundberg, a sua volta sciatrice alpina, la Kling, attiva dal dicembre del 2003, ha iniziato a gareggiare in Coppa Europa durante la stagione 2005-2006, esordendo il 13 dicembre ad Alleghe in slalom gigante (46ª). Il 13 gennaio 2007 è avvenuto il suo esordio in Coppa del Mondo nella discesa libera di Altenmarkt-Zauchensee, chiusa con il 64º posto; in febbraio è stata poi convocata per i suoi primi Campionati mondiali e nella rassegna iridata di Åre l'atleta svedese ha partecipato alle gare di discesa libera e di supergigante, ma in entrambe le occasioni non ha concluso la prova. In Coppa del Mondo ha raccolto i suoi primi punti il 2 dicembre successivo piazzandosi 28ª nel supergigante di Lake Louise.
Durante la stagione 2009-2010 la Kling ha conquistato il suo primo podio in Coppa Europa, il 25 gennaio a Crans-Montana in slalom gigante (2ª), ed è stata convocata per i XXI Giochi olimpici invernali Vancouver 2010, suo esordio olimpico: ha partecipato alla gara di slalom gigante, chiudendo al 26º posto. Il 9 e il 10 marzo seguenti ha ottenuto a Tarvisio le due vittorie della sua carriera in Coppa Europa, entrambe in discesa libera; il 23 gennaio 2013 ha colto a Pamporovo in slalom gigante il suo ultimo podio nel circuito continentale europeo (3ª).

### Stagioni 2014-2017
Il 14 dicembre 2013 ha ottenuto il suo primo podio in Coppa del Mondo arrivando 2ª nel supergigante di Sankt Moritz vinto da Tina Weirather; nella stessa stagione ha preso parte ai XXII Giochi olimpici invernali di Soči 2014 (23ª nella discesa libera, 18ª nello slalom gigante, non ha concluso il supergigante) mentre l'anno dopo ai Mondiali di Vail/Beaver Creek 2015 è stata 18ª nella discesa libera e 8ª nel supergigante.
Il 2 dicembre 2016 ha colto il suo secondo e ultimo podio in Coppa del Mondo, piazzandosi 3ª nella discesa libera di Lake Louise, e ai Mondiali di Sankt Moritz 2017, suo congedo iridato, si è classificata 17ª nella discesa libera, 24ª nello slalom gigante e non ha completato supergigante; si è ritirata al termine di quella stessa stagione 2016-2017 e la sua ultima gara in carriera è stata il supergigante di Coppa del Mondo disputato a Jeongseon il 5 marzo, chiuso dalla Kling al 26º posto.

## Palmarès

### Coppa del Mondo
- Miglior piazzamento in classifica generale: 15ª nel 2014
- 2 podi:
  - 1 secondo posto
  - 1 terzo posto

### Coppa Europa
- Miglior piazzamento in classifica generale: 15ª nel 2013
- 6 podi:
  - 2 vittorie
  - 2 secondi posti
  - 2 terzi posti

#### Coppa Europa - vittorie
| Data          | Località | Paese  | Specialità |
| ------------- | -------- | ------ | ---------- |
| 9 marzo 2010  | Tarvisio | Italia | DH         |
| 10 marzo 2010 | Tarvisio | Italia | DH         |

Legenda:

DH = discesa libera

### Campionati svedesi
- 19 medaglie[3][4]:
  - 12 ori (supercombinata nel 2008; discesa libera, supergigante, slalom gigante, slalom parallelo nel 2009; supergigante, slalom gigante nel 2010; discesa libera, supergigante nel 2014; supergigante, slalom gigante, combinata nel 2016)
  - 3 argenti (discesa libera nel 2008; discesa libera nel 2010; supergigante nel 2013)
  - 4 bronzi (supercombinata nel 2009; discesa libera, slalom gigante nel 2013; slalom gigante nel 2014)